# فتاة سوداء (فلم 1966)
أسود أو سواد هو هو فيلم فرنسي سنغالي من تأليف وإخراج عثمان سيمبين صدر عام 1966. مقتبس عن قصة قصيرة من مجموعته القصصية «فولتاييك».
يعد الفيلم أول فيلم روائي طويل لمخرجه. وغالبًا ما يعتبر أول فيلم أفريقي من جنوب الصحراء لمخرج أفريقي يحظى باهتمام دولي.

## القصة
يحكي الفيلم قصة الشابة السنغالية «ديوانا» التي تنتقل من العاصمة السنغالية داكار إلى مدينة أنتيب الفرنسية للعمل لدى زوجين فرنسيين. في فرنسا، تأمل ديوانا أن تواصل عملها السابق كمربية أطفال، وتتوقع أسلوب حياة جديد. لكنها سرعان ما تصطذم بواقع مرير عند وصولها، فتتعرض لمعاملة قاسية من الزوجين وإجبارها على العمل كخادمة لهما. ومع توالي الأحداث أدركت «ديوانا» وضعها المقيد والمغترب وبدأت في التساؤل عن حياتها في فرنسا.

## أبطال العمل
- مبيسين تيريز ديوب: ديوانا
- آن ماري جيلينك: السيدة
- روبرت فونتين: السيد
- مومار نار سيني: حبيب ديوانا

## الجوائز والترشيحات
- 1966
- جائزة جان فيجو
- التانيت الذهبي في أول تأسيس لمهرجان قرطاج السينمائي

## روابط خارجية
مقالات تستعمل روابط فنية بلا صلة مع ويكي بيانات